# Servigny-lès-Raville
 Servigny-lès-Raville  es una población y comuna francesa, en la región de Lorena, departamento de Mosela, en el distrito de Metz-Campagne y cantón de Pange.

## Demografía
| 247 | 258 | 266 | 294 | 347 | 343 |
| Para los censos de 1962 a 1999 la población legal corresponde a la población sin duplicidades (Fuente: INSEE [Consultar]) |     |     |     |     |     |